# Hypoponera punctatissima
Hypoponera punctatissima ist eine Ameise aus der Unterfamilie der Urameisen (Ponerinae). Sie ist als Adventivart auch in Mitteleuropa verbreitet.

## Merkmale
Der gestreckte Körper der Arbeiterinnen ist 2,5 bis 3 Millimeter lang. Die Färbung ist dunkelbraun-gelblich. Drei Segmente der 12-gliederigen Antennen sind keulenförmig ausgebildet. Ihr Scapus ist kurz, er reicht zurückgelegt nicht über den Kopfhinterrand. Die winzigen Facettenaugen bestehen aus höchstens fünf, nahezu ineinander verschmolzenen Ommatidien. Die dreieckigen Mandibeln sind am Kaurand mit vier oder fünf größeren Zähnen, gefolgt von weiteren kleinen Zähnchen besetzt. Die ergatoiden Männchen sind stets flügellos und variieren stark in der Größe. Sie ähneln den Arbeiterinnen, haben allerdings 13-gliedrige Antennen und keinen Wehrstachel. Wegen des starken Größendimorphismus werden sie in „Major“-Männchen und „Minor“-Männchen unterteilt. Neben den geflügelten, gynomorphen Weibchen, die zu aktiver Fernausbreitung fähig sind, gibt es auch ergatomorphe, ungeflügelte Weibchen. Diese können keine eigenen Kolonien gründen und verbleiben im Mutternest.

## Verbreitung und Lebensraum
Hypoponera punctatissima ist kosmopolitisch verbreitet und kommt ursprünglich aus den Tropen. In Westeuropa wurde die Art möglicherweise bereits vor 1500 Jahren eingeführt. In Mitteleuropa ist sie an ganzjährig warmen Orten zu finden, wie in Kompost- und Abfallhaufen, wo bei der biotischen Zersetzung Wärme entsteht, oder an unterirdischen Wärmequellen. Auch siedelt sie in Gebäuden mit intaktem Bodensubstrat, wie etwa in Gewächshäusern oder Stallungen. Seit 1950 gibt es anscheinend immer mehr dauerhafte Ansiedelungen in Naturhabitaten. Offenbar wird dies durch die globale Erwärmung begünstigt.

## Lebensweise
Die Art zeichnet sich durch ihre versteckte Lebensweise aus. Die Arbeiterinnen bewegen sich auf der Jagd nach Aas und tierischer Beute (kleinere Insekten und andere Gliederfüßer) überwiegend in der Streuschicht oder unterirdisch. Meist werden nur geflügelte Jungköniginnen angetroffen, die von Licht angezogen werden und auch recht aggressiv stechen können.
Diese gynomorphen Weibchen schwärmen zwischen Ende Mai und Anfang September. Sie gründen ihre Kolonien selbstständig und semiclaustral. Die Kolonien werden schwach polygyn, wobei die neuen Königinnen ergatomorph sein können. Zusammengehörige Völker können sich auch über mehrere Nester verteilen (Polydomie). Ein einzelnes Nest beinhaltet dabei höchstens 200 Arbeiterinnen und drei Königinnen. Hinzu kommen maximal 20 Männchen (Drei „Major“-Männchen und 17-„Minor“-Männchen). Die Begattung findet im Nest statt (intranidal). Die dauerhaft in der Kolonie lebenden „Major“-Männchen führen Tötungskämpfe um die Begattung der Jungköniginnen. Die „Minor“-Männchen werden von den Kämpfen ausgeschlossen.

### Schadwirkung
Wegen der zoophagen Ernährung und der geringen Volksstärke stellen sie in Wohnräumen ein weitaus geringeres Problem dar als etwa die Pharaoameise (Monomorium pharaonis).

## Systematik

### Synonyme
Aus der Literatur sind folgende Synonyme für Hypoponera punctatissima bekannt:
- Ponera punctatissima Roger, 1859
- Ponera androgyna Roger, 1859
- Ponera tarda Charsley, 1877
- Ponera punctatissima r. jugata Forel, 1892
- Ponera punctatissima var. exacta Santschi, 1923